# Alliance nationale républicaine
Pour les articles homonymes, voir Alliance nationale et ANR.
 (novembre 2019).
Si vous disposez d'ouvrages ou d'articles de référence ou si vous connaissez des sites web de qualité traitant du thème abordé ici, merci de compléter l'article en donnant les références utiles à sa vérifiabilité et en les liant à la section « Notes et références ».
Alliance nationale républicaine (ANR) est un parti politique algérien créé le 5 mai 1995, et présidé par l'ex-chef du gouvernement Redha Malek jusqu’en 2009, puis par Amar Lounis ayant assuré l’intérim de 2009 à 2012.
Depuis, Belkacem Sahli dirige le parti après avoir été élu lors d'un congrès extraordinaire tenu les 24 et 25 février 2012. 